# Per Jonson
Per Jonson, född 11 april 1910 i Kristiania, död 16 oktober 1975, var en norsk fotograf och regissör.

## Filmfoto i urval
- 1940 – Vildmarkens sång
- 1940 – Tante Pose
- 1940 – Mannen som alla ville mörda
- 1949 – Svendsen går videre
- 1951 – Skadeskutt
- 1951 – Flukten fra Dakar
- 1952 – Nödlandning
- 1952 – Trine!
- 1953 – Selkvinnen (även regi)
- 1954 – Heksenetter (även producent)
- 1954 – Shetlands-Larsen
- 1955 – Polisen efterlyser
- 1955 – Hjem går vi ikke
- 1956 – Roser til Monica (även manus)
- 1956 – Kvinnens plass
- 1956 – Operation A K Y
- 1957 – Smuglere i smoking (även manus)
- 1957 – Peter van Heeren
- 1957 – På slaget åtte
- 1957 – Selv om de er små (även producent)
- 1958 – Människor på flykt
- 1959 – Hete septemberdager
- 1961 – Spring in Scandinavia